# Гай Цецина Ларг
Гай Цецина Ларг (лат. Gaius Caecina Largus) — римский политический деятель первой половины I века.
Ларг родился в патрицианской семье из Волатерр. Он был другом императора Клавдия и в 42 году занимал вместе с ним должность ординарного консула. Ларг сопровождал Клавдия в поездке из Остии в Рим, в результате которой была казнена Мессалина, планировавшая убийство государя. После 38 года Ларг вошёл в состав коллегии арвальских братьев.
Дом Ларга располагался на Палатине. Плиний Старший в своей «Естественной истории» рассказывал, что он был в молодости был в доме Ларга, около которого росли каркасы, дававшие большую тень.